# بيغ ماشين ريكوردز
بيغ ماشين ريكوردز (بالإنجليزية: Big Machine Records)‏ هي شركة تسجيلات أمريكية ، تأسست عام 2005. يقع مقرها في ناشفيل، تينيسي. تم تأسيسها بواسطة سكوت بورشتا وهو رجل أعمال أمريكي. من أشهر فنانيها تايلور سويفت.

## وصلات خارجية
- الموقع الإلكتروني